# هشدار را بزن
«هشدار را بزن» تک‌آهنگی از هنرمند اهل ایالات متحده آمریکا بیانسه است.
این تک‌آهنگ در چارت‌های در رتبه اول و در چارت‌های جزو ده ترانه اول قرار گرفت.